# Liste de statisticiens
Cette liste de statisticiens, en complément de la liste de statisticiennes, recense des personnes ayant apporté des contributions notables aux théories des statistiques, des probabilités ou de l'apprentissage automatique.
- Haut – A
- B
- C
- D
- E
- F
- G
- H
- I
- J
- K
- L
- M
- N
- O
- P
- Q
- R
- S
- T
- U
- V
- W
- X
- Y
- Z

## A
- Peter Armitage (1924)
- Edith Abbott (1876-1957)

## B
- Louis-Joseph-Philippe Ballois (1777 ou 1778 - 1803)
- Thomas Bayes (1702-1761)
- Louis-François Benoiston de Châteauneuf (1776-1856)
- Jean-Paul Benzécri (1932-2019)
- Jacques Bertillon (1851-1922)
- Ludwig Boltzmann (1844-1906)
- Ladislaus Bortkiewicz (1868-1931)
- Léon Bottou (1965)
- George Box (1919-2013)

## C
- René Carmille (1886-1945)
- William Cochran (1909–1980)
- David Cox (1924-2022)
- Richard Threlkeld Cox (1898–1991)
- Harald Cramér (1893-1985)

## D
- W. Edwards Deming (1900–1993)
- Persi Diaconis (1945)
- Richard Doll (1912-2005)

## E
- Francis Ysidro Edgeworth (1845-1926)
- Ernst Engel (1821-1896)
- Agner Krarup Erlang (1878-1929)

## F
- Bruno de Finetti (1906–1985)
- Ronald Fisher (1890-1962)

## G
- Francis Galton (1822-1911)
- Seymour Geisser (en) (1929–2004)
- Corrado Gini (1884-1965)
- Irving John Good (1916–2009)
- Mary Gray (1939-)
- André-Michel Guerry (1802-1866)
- Émil Julius Gumbel (1891-1966)
- Pierre Gy (1924-2015)

## H
- Austin Bradford Hill (1897–1991)

## J
- Edwin Thompson Jaynes (1922-1998)
- Harold Jeffreys (1891-1989)

## K
- David George Kendall (1918–2007)
- Maurice Kendall (1907–1983)
- Salem Hanna Khamis (1919-2005)
- Jaromír Korčák (cs) (1895–1989)

## L
- Étienne Laspeyres (1834-1913)
- Alfred James Lotka (1880-1949)
- Lucien Le Cam (1924-2000)

## M
- Prasanta Chandra Mahalanobis (1893-1972)
- Motosaburo Masuyama (1912–2005)
- Claus Adolf Moser (1922-2015)

## N
- Jerzy Neyman (1894-1981)
- Florence Nightingale (1820-1910)

## P
- Blaise Pascal (1623-1662)
- Egon Sharpe Pearson (1895-1980)
- Karl Pearson (1857-1936)
- Edwin James George Pitman (en) (1897–1993)

## Q
- Adolphe Quetelet (1796-1874)

## R
- Calyampudi Radhakrishna Rao (1920)
- Herbert Robbins (1922–2001)

## S
- Silvia Montoya (-)
- Leonard Jimmy Savage (en) (1917–1971)
- William Fleetwood Sheppard (en) (1863–1936)
- Walter A. Shewhart (1891-1967)
- George Snedecor (1882-1974)
- William Gosset (Student) (1876-1937)

## T
- Genichi Taguchi (1924-2012)
- Pafnouti Tchebychev (1821-1894)
- Alexeï Tchervonenkis (1938-2014)
- Leonard Henry Caleb Tippett (1902-1985)
- John Tukey (1915-2000)

## V
- Vladimir Vapnik (1935)
- Michel Volle (1940)

## W
- Frank Wilcoxon (1882-1965)
- Samuel Wilks (1906–1964)

## Y
- Frank Yates (1902–1994)

## Z
- Arnold Zellner (1927-2010)